# Płaszczowina magurska
Płaszczowina magurska – najwyższa jednostka tektoniczna Beskidów. Biegnie ona łukiem od Lasu Wiedeńskiego przez Morawy, polskie Beskidy, wschodnią Słowację i wyklinowuje się na Ukrainie. Pod względem litologii płaszczowina magurska różni się znacznie od jednostek zewnętrznych.
Brzeg płaszczowiny magurskiej zatacza łuk wpisany w jednostki zewnętrzne. Na terenie Beskidu Niskiego tworzy po obu stronach Gorlic dwa „półwyspy” Łużnej i Harklowej. Na północ od „półwyspu” Harklowej znajdują się płaty Kluczowej, Skołyszyna, Lipnicy oraz płat Sowiny. W części płaszczowiny na wschód od Dunajca wyróżniono od północy ku południowi cztery strefy tektoniczne: harklowską, gorlicko-sądecką oraz krynicką. Pomiędzy tymi strefami występują różnice tektoniczne oraz facjalne.
Płaszczowina magurska jest sfałdowana w liczne siodła i łęki, w niektórych miejscach rozwinęły się nasunięcia o niewielkim rozmiarze. Siodła są zwykle wąskie i ścieśnione, natomiast łęki, z reguły wypełnione piaskowcem magurskim, są szerokie i płaskie. Ich skrzydła południowe są zwykle nachylone ku północy, a nieraz tak dalece zredukowane, że łęki stają się monoklinalnie zapadającymi płatami piaskowca magurskiego.
Ogólny profil litofacjalny płaszczowiny magurskiej rozpoczyna się od górnokredowo-paleoceńskich warstw inoceramowych (ropianieckich), lokalnie przechodzących w paleoceńskie warstwy ze Świątkowej. Eocen jest reprezentowany w części północnej przez pstre łupki, a w części południowej przez warstwy hieroglifowe (piaskowce cienkoławicowe i łupki). Na granicy eocenu i oligocenu rozpoczyna się sedymentacja piaskowców magurskich, które lokalnie przykryte są młodszym ogniwem – oligoceńskimi warstwami nadmagurskimi.
Osady budujące płaszczowinę magurską pierwotnie wypełniały jeden z dwóch basenów sedymentacyjnych, które powstały w wyniku rozdzielenia jednego większego basenu. Rozdzielenie basenu, powstałego prawdopodobnie w jurze, następowało w ciągu albu, cenomanu i turonu poprzez wypiętrzającą się kordylierę dzielącą zbiornik na dwa baseny - północny (większy) i południowy (mniejszy). W basenie północnym znalazły się osady przyszłej płaszczowiny skolskiej, śląskiej i podśląskiej. Z basenu południowego pochodzą osady płaszczowiny magurskiej. Wielkość nasunięcia wynosi ok. 20 km.